# Tomorrow’s Dream
«Tomorrow’s Dream» (рус. Завтрашняя мечта) — песня группы Black Sabbath c альбома Black Sabbath Vol. 4.
Песня была выпущена как сингл, но не смогла попасть в чарты. Несмотря на это, песня является программной в творчестве группы.
В 2000 году сингл был переиздан компанией Sanctuary Records в составе лимитированного бокс-сета Black Sabbath – The Singles 1970–1978.

## Кавер-версии
- Группа Screaming Trees из Сиэтла записала песню как сторону Б на своём сингле 1992 года «Dollar Bill».
- Канадская группа Sheavy записала Tomorrows Dream на своём трёхпесенном 7-дюймовом сингле[2].